# Перетерье (Тверская область)
Перете́рье — деревня в Сонковском районе Тверской области России. Входит в состав Койского сельского поселения.

## География
Расположена в 18 километрах к юго-востоку от районного центра Сонково на реке Корожечна, в 5 км от села Кой. На севере примыкает деревня Василево, южная часть — бывшая деревня Кобылино.

## История
Упоминается в XV веке как владение Троице-Сергиева монастыря. В 1830 году в селе была построена каменная Покровская церковь с 3 престолами, метрические книги с 1785 года. 
В середине XIX века село Перетерье относилось к одноимённому приходу Бобровской волости Кашинского уезда, в 1858 году — 22 двора, 182 жителей (в д. Кобылино — 240 жителей), в 1889 — 38 дворов, 208 жителей, трактир, постоялый двор, промыслы: маляры, извозчики.
В 1930—1950-е годы село центр Кобылинского сельсовета, центральная усадьба колхоза, школа, клуб.
В 1997 году — 47 хозяйств, 129 жителей. Центральная усадьба колхоза «Заря», начальная школа, дом досуга, магазин.

## Население
| 1859 | 1889 | 1997 | 2002 | 2010 |
| ---- | ---- | ---- | ---- | ---- |
| 170  | ↗211 | ↘129 | ↘98  | ↘79  |

## Достопримечательности
В деревне расположена недействующая Церковь Покрова Пресвятой Богородицы (1830).